# Brigitte Schuchardt
Brigitte Schuchardt (Jena, República Democrática Alemana, 28 de marzo de 1955) es una nadadora alemana retirada especializada en pruebas de estilo braza, donde consiguió ser medallista de bronce mundial en 1973 en los 100 metros estilo braza.

## Palmarés internacional
| Campeonato Mundial de Natación | Campeonato Mundial de Natación | Campeonato Mundial de Natación | Campeonato Mundial de Natación |
| Año                            | Lugar                          | Medalla                        | Prueba                         |
| ------------------------------ | ------------------------------ | ------------------------------ | ------------------------------ |
| 1973                           | Belgrado ( Yugoslavia)         | Medalla de bronce              | 100 m braza                    |
| Campeonato Europeo de Natación |                                |                                |                                |
| Año                            | Lugar                          | Medalla                        | Prueba                         |
| 1970                           | Barcelona ( España)            | Medalla de oro                 | 4 × 100 m estilos              |
| 1970                           | Barcelona ( España)            | Medalla de plata               | 400 m estilos                  |